# Cambridgea fasciata
Cambridgea fasciata là một loài nhện trong họ Stiphidiidae.
Loài này thuộc chi Cambridgea. Cambridgea fasciata được Ludwig Carl Christian Koch miêu tả năm 1872.